# 羅憲凱
羅憲凱（1578年12月24日—1607年），字元甫，號赤城，江西南昌府豐城縣荷塘鄉人，明朝政治人物。

## 生平
羅憲凱早年出身國子生，以《易經》中萬曆二十二年（1594年）舉人第四十七名，二十九年（1601年）會試成第九名會魁，次年（1602年）獲授貴池知縣，處理政務不畏強權，有清介聲譽；曾捐俸修葺齊山書院，因過勞在任內去世，有作品《金陵北征入計諸草》。

## 家族
曾祖羅錦，祖父羅謐，父親羅繼鳳，前母黃氏，母親李氏。